# エクセルト
エクセルト（Exceltoo ）はかつてフランスにあった自転車部品メーカーである。

## 主要製品
主要生産品は自転車用のハブと内拡式ブレーキで、当時フランスで同種製品を作るマイヨール、マキシカ（Maxi-Car ）、ペリシェ（Pelissier ）などと異なり、主にユーティリティバイク向け普及品を製造するメーカであった。

## 販売実績
日本国内にも製品は輸入されているが数は少なく、同社製品は北米で著名。1970年代までのフランス自転車部品メーカは対米輸出を中心とするネルバ（Nervar ）、ユーレのようなメーカがあり、Exceltooもそのひとつで、1930~60年代のシュウイン（Schwinn ）完成車などに使われており、マウンテンバイク第1号と称されるゲイリー・フィッシャーが作ったSchwinn Excelsiorプロトタイプには前後ともエクセルト製内拡式ブレーキハブが使われている。普及品メーカーといわれるが、ツーリング向けの多段ハブやトラック競技用ハブなどスポーツ系の部品製造も行なっている。耐久性のある質実剛健な製品を提供していた。

## 衰退期
1970年代から1980年代にかけてアジア製の安価な自転車部品が欧米に流入するようになると、普及品クラスが主力であったエクセルトやワインマン（Weinmann ）などの自転車部品メーカが真っ先にその影響を受け、1980年代はじめに市場から姿を消した。